# دنا متقدرة

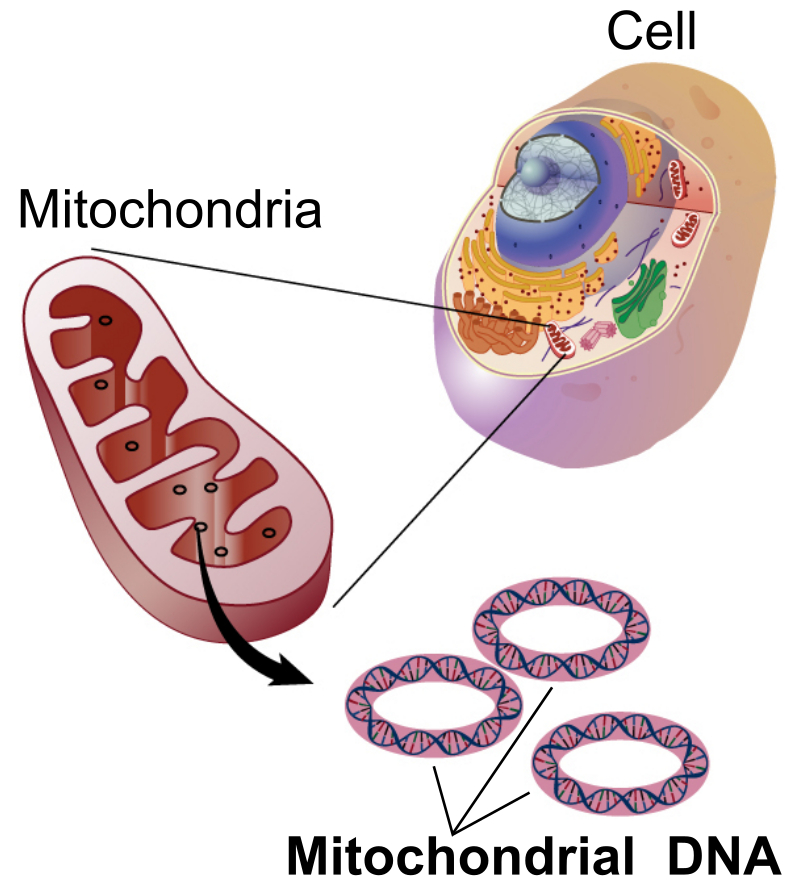
دنا المتقدرة هي كروموسومات حلقية توجد في داخل المتقدرات. المتقدرات تعتبر محطات توليد الطاقة للخلية.. الميتوكوندريا، وبالتالي الحمض النووي للميتوكوندريا، يتم تمريرها فقط من الأم إلى النسل بواسطة البويضة.

دي أن إيه الميتوكندريا البشري مع ال37 جين على السلسلتين المخصوصتين H و L.

حمض نووي مُتَقَدِّرِيّ أو دنا ميتوكوندريا هو الحمض النووي الموجود في عضيات الخلايا البشرية (المتقدرات). المتقدرات في الخلايا البشرية تحول نواتج الغذاء إلى طاقة تفيد الجسم. دنا المتقدرة البشرية تتكون من نحو 16500 من القواعد النيتروجينية تكوّن 37 جينا (منها 13 جين رنا رسول mRNA (يساعد في بناء بروتينات) و 22 جين من (رنا ناقل tNRA و 2 حمض نووي ريبوزي ريبوسومي rRNA)؛ كما من وظائف المتقدرة المشاركة فيما يعرف بسلسلة تنفس.
توجد المتقدرات في سيتوبلازم كل خلية ولا توجد في نواة الخلية. لهذا يرثها الإنسان من أمه، إذ أنها تأتيه من بويضة الأم، ولا يرثها الجنين أو الإنسان من أبيه. (أنظر أسفله)
معظم الحوامض النووية الريبية وعلى الأخص الدنا (واسمها بالكامل حمض نووي ريبي منقوص الأكسجين)، الموجودة في الكائنات الحية حقيقية النواة توجد في نواة الخلية، وهي تحمل المورثات. أي أن الدنا ينقل صفات الأم والأب إلى نسلهم. كما يوجد في المتقدرة دنا خاص بها، ويسمى «دنا المتقدرة»؛ وهذه تكون خارج نواة الخلية وتعوم في سيتوبلازم الخلية لأداء وظائفها.
الطفرات الوراثية في الميتوكوندريا (المتقدرة) قد تكون سببا رئيسيا لأمراض تصيب الأطفال والكبار، وتختلف الأمراض باختلاف الطفرة الوراثية. بعض الطفرات يكون مفيدا للنسل وبعضها لا يؤثر على صحة وسلامة النسل، ولكن بعضها قد يسبب المرض، وهذا يسمى «مرض وراثي». إذا كانت الطفرة السيئة حادثة في دنا المتقدرة فإن المرض الوراثي يكون مصدره الأم، لأن المتقدرات يرثها الطفل من الأم، ولا يرثها عن طريق الأب، بسبب أن الحيوانات المنوية لا تحمل متقدرات، فالحيوانات المنوية التي تشترك في تخصيب بويضة هي أنصاف أنوية خلايا.
خواص الحمض النووي في الميتوكوندريا
- يحتوي دنا المتقدرة على أكثر من 16 ألف قاعدة نيتروجينية،
- لا يحتوي على إنترونات،
- يتواجد ما بين 100 إلى 10.000 متقدرة في كل خلية، بحسب وظيفة الخلية.

## اصل المتقدرات
إن وجود دنا خاص في متقدرة الخلية الحيوانية يعادل وجود بلاستيدات خضراء في النبات ولهما تقريبا نفس الخواص. وتعتبر تلك الظاهرة هي مبدأ نظرية التكوين الاحتوائي التي تنادي بأن المتقدرات والكلوروفيل كانتا في البدء في قديم الزمان خلايا مستقلة، ومع تطور الخلايا البدائية الحيوانية والنباتية احتوت خلاياهم متقدرات أو بالتالي يخضورللقيام بوظائف معينة لتلك الخلايا. مما يشير أيضا إلى هذا الاحتواء أن المتقدرات يبلغ حجمها حجم البكتيريا، ولهم دنا دائري ويغطيها غشاءان. كذلك تتشابه آلية تشكيل البروتين (مثلا في ريبوسوم المتقدرة) والآلية في بدائيات النوى. وبالإضافة إلى هذا فإن دنا المتقدرة لا يحوي هستونات وتقريبا لا يحوي انترونات.

## الوراثة
في علم الجينات وعلم الإنسان يلعب دنا المتقدرات دورا هاما. وهذا يرجع إلى أن المتقدرات تورث عن طريق الأم. متقدرات الحيوانات المنوية توجد في عنق الحيوان المنوي ولا يدخل مع الرأس لتخصيب بويضة الأنثى، فالبويضة تفرز أنزيمات تمنع دخول المتقدرات مع رأس الحيوان المنوي إلى داخل البويضة. أي أن المتقدرات يرثها الولد والبنت عن الأم.
بالإضافة إلى ذلك فإن انقسامات دنا المتقدرات له معدل ثابت، بحيث يستطيع الباحث تحديد بالضبط متى انفصلت فصيلتين من البشر عن بعضهما؛ اذ يختلف النسل عن أسلافه بحدوث طفرات. وقد بينت فحوص السلالات التي أجريت على دنا المتقدرات أن سكان أمريكا الأصليين ينتمون بصلة قرابة بسكان شرق أسيا؛ أي أنهما نشئا من سلف واحد. كما توجد شبه نظرية تشير إلى أن سكان الأرض الحاليين قد نشؤوا جميعا في الماضي من أم واحدة، سماها العلماء حواء الميتوكوندرية.

### الحيوانات
تمتلك معظم الحيوانات، وتحديدًا الحيوانات متناظرة الجانبين، جينوم متقدري حلقي. ومع ذلك، يضم فرعا الميدوزوزا والجيريات على أنواع تحمل كروموسومات متقدرية خطية.
من حيث الأزواج القاعدية، يملك الإيزأراكنانتوس الليلي –أحد أنواع شقائق النعمان- أكبر جينوم متقدري مقارنةً بأي نوع حيواني آخر؛ فهو يملك 80923 زوج قاعدي.
في فبراير 2020، اكتشف طفيلي مرتبط بقنديل البحر يدعى هينيجويا سالمينيكولا. يفتقر الطفيلي إلى الجينوم المتقدري، ولكنه يحتفظ بعضيات مرتبطة بالمتقدرة. إضافةً لذلك، كانت جينات الدنا النووية المشاركة في التنفس الهوائي وفي نسخ الحمض النووي المتقدري وتضاعفه غائبة أو موجودة كجينات زائفة لا أكثر. يصنف الطفيلي هذا كأول كائن متعدد الخلايا لا يعتمد على التنفس الهوائي ولا يحتاج الأكسجين أبدًا.

### النباتات والفطريات
توجد ثلاثة أنواع مختلفة من الجينوم المتقدري في النباتات والفطريات. يشكل النوع الأول جينوم حلقي يحتوي على إنترونات (النوع 2)، وقد يتراوح طوله من 19 إلى 1000 كيلو زوج قاعدي. يشكل النوع الثاني جينوم حلقي (طوله 20- 1000 كيلو زوج قاعدي) يحوي بنية شبيهة بالبلازميد (1 كيلو زوج قاعدي) (النوع 3). يشكل النوع الأخير جينوم خطي يوجد في النباتات والفطريات ويتكون من جزيئات دنا متجانسة (النوع 5).
يختلف محتوى جينات الدنا المتقدري وحجمها بين الفطريات والنباتات على نحو كبير. وفقًا لما يبدو بشكل عام، تملك حقيقيات النوى مجموعة فرعية أساسية من الجينات (باستثناء القلة التي لا تحوي متقدرات على الإطلاق)، ولكن لا يوجد جين واحد مشترك بين جميع المجينات المتقدرية. تحتوي بعض الأنواع النباتية على مجينات متقدرية ضخمة؛ إذ يحوي السيلين المخروطي دنا متقدري يصل طوله لما يعادل 11300000 زوج قاعدي. يملك الدنا المتقدري الضخم أعداد وأنواع جينة مماثلة للنباتات القريبة التي تحتوي دنا متقدري أصغر بكثير، وهو أحد الأمور المثيرة للدهشة. يتكون الجينوم المتقدري للخيار من ثلاثة كروموسومات حلقية (بطول 1556 و84 و45 كيلو قاعدة) ذاتية الاستنساخ بشكل كبير أو كلي.

### وحيدات الخلية
تحوي وحيدات الخلية أكثر الجينات المتقدرية تنوعًا، فهي تضم خمسة أنواع مختلفة. توجد الأنواع آنفة الذكر (2- 3- 5) ضمن بعضهن إضافةً لنوعين آخرين. يشكل أحد هذه الأنواع مجموعة غير متجانسة من جزيئات الدنا الحلقية (النوع 4)، بينما يشكل الآخر مجموعة غير متجانسة من الجزيئات الخطية (النوع 6). يتراوح حجم الجينوم الرابع والسادس بين 1 و200 كيلو زوج قاعدي.
يعود أصغر جينوم متقدري مسلسل لغاية الآن للمتصورات المنجلية؛ فقد بلغ حجمه 5967 زوج قاعدي.
خلال عملية انتقال جينات النشوء التعايشي تنتقل الجينات المشفرة ضمن الجينوم المتقدري  إلى الجينوم الرئيسي للخلية. قد تفسر هذه العملية سبب امتلاك الكائنات الحية المعقدة –كالبشر مثلًا- جينوم متقدري أصغر من الكائنات البسيطة –كوحيدات الخلية.
| نوع الجينوم | المملكة                  | الإنترونات | الحجم                         | الشكل | الوصف                                   |
| 1           | حيوانات                  | لا         | من 11 إلى 28 كيلو زوج قاعدي   | حلقي  | جزيء وحيد                               |
| 2           | فطريات- نباتات- الأوليات | نعم        | من 19 إلى 1000 كيلو زوج قاعدي | حلقي  | جزيء وحيد                               |
| 3           | فطريات- نباتات- أوليات   | لا         | من 20 إلى 1000 كيلو زوج قاعدي | حلقي  | جزيء كبير وبنى صغيرة شبيهة بالبلازميدات |
| 4           | أوليات                   | لا         | من 1 إلى 200 كيلو زوج قاعدي   | حلقي  | مجموعة غير متجانسة من الجزيئات          |
| 5           | فطريات- نباتات- أوليات   | لا         | من 1 إلى 200 كيلو زوج قاعدي   | خطي   | مجموعة متجانسة من الجزيئات              |
| 6           | أوليات                   | لا         | من 1 إلى 200 كيلو زوج قاعدي   | خطي   | مجموعة غير متجانسة من الجزيئات          |